# Крус, Орландо
Орландо Круc (исп. Orlando Cruz; 1 июля 1981 года, Пуэрто-Рико) — пуэрто-риканский боксёр-профессионал. Участник Олимпийских игр 2000 года в Австралии.

## Профессиональная карьера
Профессиональный дебют Орландо произошёл 15 декабря 2000 года в бою с боксёром Альфредо Валдез в Пуэрто-Рико. Крус не имел ни единого поражения в боях вплоть до 2009 года, когда потерпел поражение техническим нокаутом от боксёра Корнелиус Лока.
31-летний спортсмен стал первым в истории бокса открытым гомосексуалом. «„Я всегда был и всегда буду гордым пуэрториканцем и гордым геем“, — заявил О. Крус в интервью Associated Press. „Я созрел физически и психически для такого важного шага в моей жизни и моей профессии. Я учел тот факт, что в этом будут свои плюсы и минусы, достоинства и недостатки, особенно в таком спорте для мачо, как бокс“» — пояснил спортсмен. Крус добавил, что перед каминг-аутом консультировался с психологами. По его словам, родные, а также тренер и менеджер поддерживают решение боксёра.
В 2010 году проиграл нокаутом в третьем раунде мексиканцу, Даниэлю Понсе Де Леону.